# Brénod
Brénod je francouzská obec v departementu Ain v regionu Auvergne-Rhône-Alpes. V roce 2012 zde žilo 543 obyvatel.